# Araneus quadratus
Araneus quadratus Clerck, 1757 è un ragno appartenente alla famiglia Araneidae.

## Distribuzione
La specie è stata rinvenuta in diverse località della regione paleartica. e spazia dall'Irlanda all'Europa e dall'Asia centrale alla Kamchatka e al Giappone. L'habitat di questo ragno comprende i prati erbacei umidi di montagna, ma anche bordi di foreste, radure e praterie aride. È rinvenibile fino a circa 2.000 m di altitudine.

## Tassonomia
Non sono stati esaminati esemplari di questa specie dal 2009.
Attualmente, a dicembre 2013, sono note due sottospecie:
- Araneus quadratus minimus (Gétaz, 1889) — Svizzera, Francia
- Araneus quadratus subviridis (Franganillo, 1913) — Spagna